# São Miguel Arcanjo (Santiago)
São Miguel Arcanjo é uma freguesia de Cabo Verde. Pertence ao município de São Miguel e à ilha de Santiago. A sua área coincide com a Paróquia de São Miguel Arcanjo, e o feriado religioso é celabrado a 29 de setembro, dia de São Miguel Arcanjo.

## Estabelecimentos
- Achada Monte (pop: 1 652)
- Calheta de São Miguel (pop: 3 175)
- Casa Branca  (pop: 73)
- Chã de Ponta (pop: 220)
- Cutelo Gomes (pop: 658)
- Espinho Branco (pop: 869)
- Gongon (pop: 207)
- Igreja (pop: 325)
- Machado (pop: 130)
- Mato Correia (pop: 328)
- Monte Bode (pop: 118)
- Monte Pousada (pop: 486)
- Palha Carga (pop: 375)
- Pedra Barro (pop: 259)
- Pedra Serrado (pop: 484)
- Pilão Cão (pop: 1 132)
- Pingo Chuva (pop: 63)
- Ponta Verde (pop: 1 065)
- Principal (pop: 1 193)
- Ribeira Milho
- Ribeireta (pop: 215)
- Tagarra (pop: 669)
- Varanda (pop: 445)
- Veneza (pop: 1 375)
- Xaxa (pop: 1 375)